# Astegoteri
L'astegoteri (Astegotherium dichotomum) és una espècie extinta de mamífer cingulat de la família dels dasipòdids que visqué a Sud-amèrica durant l'Eocè. Se n'han trobat restes fòssils a la província argentina de Chubut. Es tracta de l'única espècie del gènere Astegotherium. Era si fa no fa igual de gros que l'armadillo de nou bandes d'avui en dia. Tenia les dents de tipus hipsodont. A diferència dels seus parents moderns, conservava l'esmalt dental. El nom genèric Astegotherium significa ‘no Stegotherium’.